# Italia Loves Emilia
Italia Loves Emilia è stato un concerto di iniziativa benefica organizzato e ideato da Luciano Ligabue il 22 settembre 2012 all'Aeroporto di Reggio Emilia, allora noto come Campovolo. Vi hanno preso parte tredici artisti italiani e sono stati venduti 150 831 biglietti per un totale di 154.121 presenze.
Lo scopo dell'iniziativa, ideata da Claudio Maioli e Ferdinando Salzano, è stato quello di raccogliere fondi per aiutare le popolazioni colpite dal terremoto dell'Emilia.

## Artisti aderenti
- Biagio Antonacci
- Claudio Baglioni
- Elisa
- Tiziano Ferro
- Giorgia
- Jovanotti
- Luciano Ligabue (organizzatore)

- Litfiba
- Fiorella Mannoia
- Negramaro
- Nomadi
- Renato Zero
- Zucchero Fornaciari

## Artisti assenti
Laura Pausini ha dovuto rinunciare alla partecipazione dell'evento a causa della sua gravidanza. Anche Vasco Rossi non ha potuto partecipare all'evento dopo un'iniziale conferma, a causa di problemi di salute.

## Scaletta esibizioni
- Zucchero Fornaciari - Un soffio caldo, Baila, Chocabeck
- Zucchero Fornaciari, Elisa, Fiorella Mannoia e Jeff Beck - Madre dolcissima
- Nomadi - Ancora ci sei, Io voglio vivere
- Nomadi & Claudio Baglioni - Io vagabondo (che non sono altro)
- Giorgia - Il mio giorno migliore, Di sole e d'azzurro
- Giorgia & Jovanotti - Tu mi porti su
- Tiziano Ferro - La differenza tra me e te, Indietro, Sere nere
- Fiorella Mannoia - Io non ho paura, Quello che le donne non dicono
- Fiorella Mannoia & Jovanotti - Clandestino
- Fiorella Mannoia & Giuliano Sangiorgi - Anna e Marco
- Renato Zero - Cercami, Resisti, I migliori anni della nostra vita
- Negramaro - Mentre tutto scorre
- Negramaro, Elisa & Jovanotti - Via le mani dagli occhi
- Negramaro - Nuvole e lenzuola
- Elisa & Giuliano Sangiorgi - Ti vorrei sollevare
- Elisa - Labyrinth
- Elisa & Luciano Ligabue - Gli ostacoli del cuore
- Claudio Baglioni - Strada facendo, La vita è adesso
- Claudio Baglioni & Giuliano Sangiorgi - Via
- Litfiba - Barcollo, Gioconda
- Litfiba & Luciano Ligabue - Tex
- Litfiba, Luciano Ligabue, Fiorella Mannoia, Jovanotti & Claudio Baglioni - Il mio nome è mai più
- Biagio Antonacci - Non vivo più senza te, Se è vero che ci sei, Liberatemi
- Jovanotti - La notte dei desideri, Il più grande spettacolo dopo il Big Bang
- Jovanotti & Renato Zero - Amico
- Luciano Ligabue - Marlon Brando è sempre lui
- Luciano Ligabue & Zucchero Fornaciari - Non è tempo per noi
- Luciano Ligabue - Il meglio deve ancora venire
- Tutti gli artisti - A muso duro

## Media
Radio Loves Emilia
Per l'occasione è stato creato un network radiofonico, Radio Loves Emilia, che ha promozionato l'evento e che ha trasmesso in diretta a reti unificate il concerto. Le radio che costituiscono il network sono: Radio 105, Radio 101, Radio Bruno, Radio Capital, Radio Deejay, Radio Italia, Radio Kiss Kiss, Radio Monte Carlo, RDS, RTL 102.5 e Virgin Radio. Radio Loves Emilia è stata trasmessa dagli studi di RTL 102.5 con gli speaker delle radio partecipanti all'iniziativa che si alternavano.
Sky Primafila
L'unico partner televisivo dell'evento è stato Sky che ha trasmesso il concerto in diretta su Sky Primafila attraverso la pay-per-view, devolvendo l'intero ricavato alla raccolta fondi.

## Italia Loves Emilia. Il concertoCD+DVD
Il 27 novembre 2012 viene pubblicato Italia Loves Emilia. Il concerto, un cofanetto composto da 4 CD live e 2 DVD (diretti dal regista Cristian Biondani), tratto dallo spettacolo del 22 settembre 2012 tenuto all'Aeroporto di Reggio Emilia.
Il cofanetto viene anticipato dal singolo A muso duro, in rotazione radiofonica e in vendita sulle piattaforme digitali a partire dal 13 novembre 2012. Il brano, eseguito da tutti gli artisti il 22 settembre 2012 alla fine del concerto, è stato registrato in versione studio con l'inserimento al finale di un cameo della voce di Pierangelo Bertoli, interprete originale della canzone.

### Tracce
CD 1
1. Un soffio caldo – 5:23 (testo: Adelmo Fornaciari, Francesco Guccini – musica: Adelmo Fornaciari) – Zucchero Fornaciari
2. Baila (Sexy Things) – 4:11 (testo: Adelmo Fornaciari – musica: Adelmo Fornaciari, Robyx) – Zucchero
3. Chocabeck – 5:05 (testo: Adelmo Fornaciari, Pasquale Panella – musica: Adelmo Fornaciari) – Zucchero
4. Madre dolcissima – 8:56 (Adelmo Fornaciari) – Zucchero, Elisa, Fiorella Mannoia & Jeff Beck
5. Ancora ci sei – 4:22 (Cristiano Turato, Cico Falzone, Beppe Carletti) – Nomadi
6. Io voglio vivere – 5:58 (Beppe Carletti, Massimo Vecchi, Lorella Cerquetti, Andrea Mei) – Nomadi
7. Io vagabondo (che non sono altro) – 4:55 (testo: Alberto Salerno – musica: Damiano Dattoli) – Nomadi & Claudio Baglioni
8. Il mio giorno migliore – 5:18 (testo: Giorgia Todrani – musica: Giorgia Todrani, Emanuel Lo) – Giorgia
9. Di sole e d'azzurro – 4:39 (Adelmo Fornaciari, Matteo Saggese, Mino Vergnaghi) – Giorgia
10. Tu mi porti su – 5:43 (testo: Lorenzo Cherubini – musica: Lorenzo Cherubini e Riccardo Onori) – Giorgia & Jovanotti
11. La differenza tra me e te – 4:15 (Tiziano Ferro) – Tiziano Ferro
12. Indietro – 4:14 (Tiziano Ferro, Ivano Fossati) – Tiziano Ferro
13. Sere nere – 4:51 (Tiziano Ferro) – Tiziano Ferro

CD 2
1. Io non ho paura – 4:26 (Cesare Chiodo, Bungaro, Antonio Iammarino) – Fiorella Mannoia
2. Quello che le donne non dicono – 5:33 (Enrico Ruggeri, Luigi Schiavone) – Fiorella Mannoia
3. Clandestino – 5:22 (Manu Chao) – Fiorella Mannoia & Jovanotti
4. Anna e Marco – 5:03 (Lucio Dalla) – Fiorella Mannoia & Giuliano Sangiorgi
5. Cercami – 7:01 (testo: Renato Zero – musica: Renato Zero, Gianluca Podio) – Renato Zero
6. Resisti – 5:56 (testo: Renato Zero – musica: Renato Zero, Roberto Conrado) – Renato Zero
7. I migliori anni della nostra vita – 6:29 (testo: Guido Morra – musica: Maurizio Fabrizio) – Renato Zero
8. Mentre tutto scorre – 4:55 (Giuliano Sangiorgi) – Negramaro
9. Via le mani dagli occhi – 5:24 (Giuliano Sangiorgi) – Negramaro, Elisa & Jovanotti
10. Nuvole e lenzuola – 4:17 (Giuliano Sangiorgi) – Negramaro

CD 3
1. Ti vorrei sollevare – 4:54 (Elisa Toffoli) – Elisa & Giuliano Sangiorgi
2. Labyrinth – 4:07 (testo: Elisa Toffoli, Catherine Marie Warner – musica: Elisa Toffoli) – Elisa
3. Gli ostacoli del cuore – 8:12 (Luciano Ligabue) – Elisa & Luciano Ligabue
4. Strada facendo – 6:38 (Claudio Baglioni) – Claudio Baglioni
5. La vita è adesso – 6:30 (Claudio Baglioni) – Claudio Baglioni
6. Via – 7:18 (Claudio Baglioni) – Claudio Baglioni & Giuliano Sangiorgi
7. Barcollo – 5:49 (testo: Piero Pelù, Ghigo Renzulli – musica: Piero Pelù) – Litfiba
8. Gioconda – 7:11 (testo: Piero Pelù, Ghigo Renzulli – musica: Piero Pelù) – Litfiba
9. Tex – 5:33 (testo: Piero Pelù, Ghigo Renzulli – musica: Antonio Aiazzi, Gianni Maroccolo, Piero Pelù) – Litfiba & Luciano Ligabue
10. Il mio nome è mai più – 6:38 (Luciano Ligabue, Piero Pelù, Jovanotti) – Litfiba, Luciano Ligabue, Fiorella Mannoia, Jovanotti & Claudio Baglioni

CD 4
1. Non vivo più senza te – 5:28 (testo: Biagio Antonacci, Andrea Dessì – musica: Biagio Antonacci) – Biagio Antonacci
2. Se è vero che ci sei – 4:40 (Biagio Antonacci) – Biagio Antonacci
3. Liberatemi – 7:25 (testo: Biagio Antonacci, Mauro Malavasi – musica: Biagio Antonacci) – Biagio Antonacci
4. La notte dei desideri – 4:49 (Lorenzo Cherubini, Michele Canova Iorfida) – Jovanotti
5. Il più grande spettacolo dopo il Big Bang – 4:37 (Lorenzo Cherubini, Saturnino Celani) – Jovanotti
6. Amico – 6:24 (testo: Renato Zero, Franca Evangelisti – musica: Dario Baldan Bembo) – Jovanotti & Renato Zero
7. Marlon Brando è sempre lui – 7:31 (Luciano Ligabue) – Luciano Ligabue
8. Non è tempo per noi – 7:28 (Luciano Ligabue) – Luciano Ligabue & Zucchero Fornaciari
9. Il meglio deve ancora venire – 4:45 (Luciano Ligabue) – Luciano Ligabue
10. A muso duro (Studio Version) – 4:55 (Pierangelo Bertoli, Fabrizio Urzino) – Tutti gli artisti

DVD 1
Contiene le tracce del CD 1 e del CD 2.
DVD 2
Contiene le tracce del CD 3 e del CD 4, oltre al videoclip di A muso duro e i crediti.

### Riconoscimenti
Il cofanetto riceve un Wind Music Award come Concerto dell'anno che viene consegnato il 3 giugno 2013 al Foro Italico di Roma, in diretta su Rai 1, ad una rappresentanza degli artisti capeggiati da Luciano Ligabue.